# Perho
Perho est une municipalité du centre-ouest de la Finlande, dans région d'Ostrobotnie-Centrale.

## Géographie
La commune est sauvage est assez vallonnée, traversée par le Suomenselkä, contrastant fortement avec les autres communes largement agricoles de la région. On y trouve en particulier le parc national de Salamajärvi et son sanctuaire de rennes sauvages.
La ride de Suomenselkä marque une importante ligne de partage des eaux, les eaux de l'ouest de la commune rejoignant le tout proche Golfe de Botnie via la rivière Perhonjoki alors que les eaux de l'est appartiennent au bassin du lac Päijänne et de la Kymijoki, rejoignant le Golfe de Finlande.
La commune est bordée par les municipalités de:
- Kinnula, Kivijärvi et Kyyjärvi en Finlande-Centrale (est et sud)
- Alajärvi et Vimpeli en Ostrobotnie du Sud (ouest)
- En Ostrobotnie centrale, Veteli au nord-ouest, Halsua au nord et Lestijärvi au nord-est.

## Transports
Perho est traversée par la route nationale 13.

## Personnalités
Perho est la commune de naissance du médaillé d'Or du lancer du poids des JO de Sydney 2000, Arsi Harju.

## Galerie

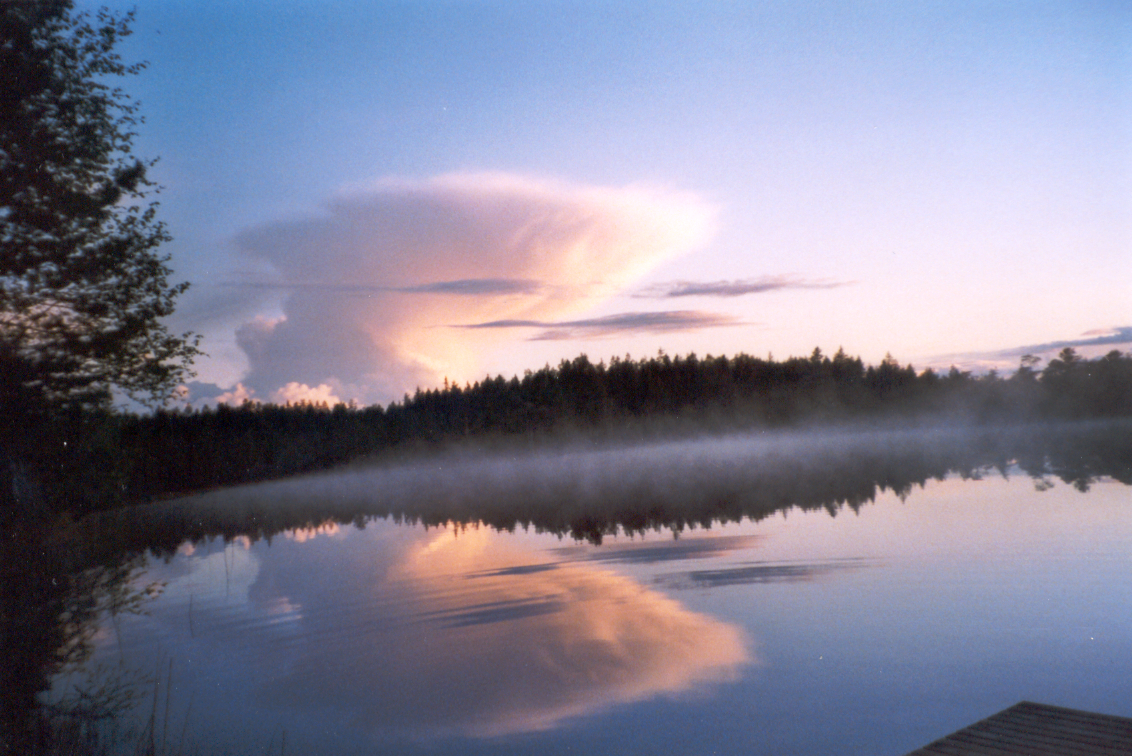
Parc national de Salamajärvi
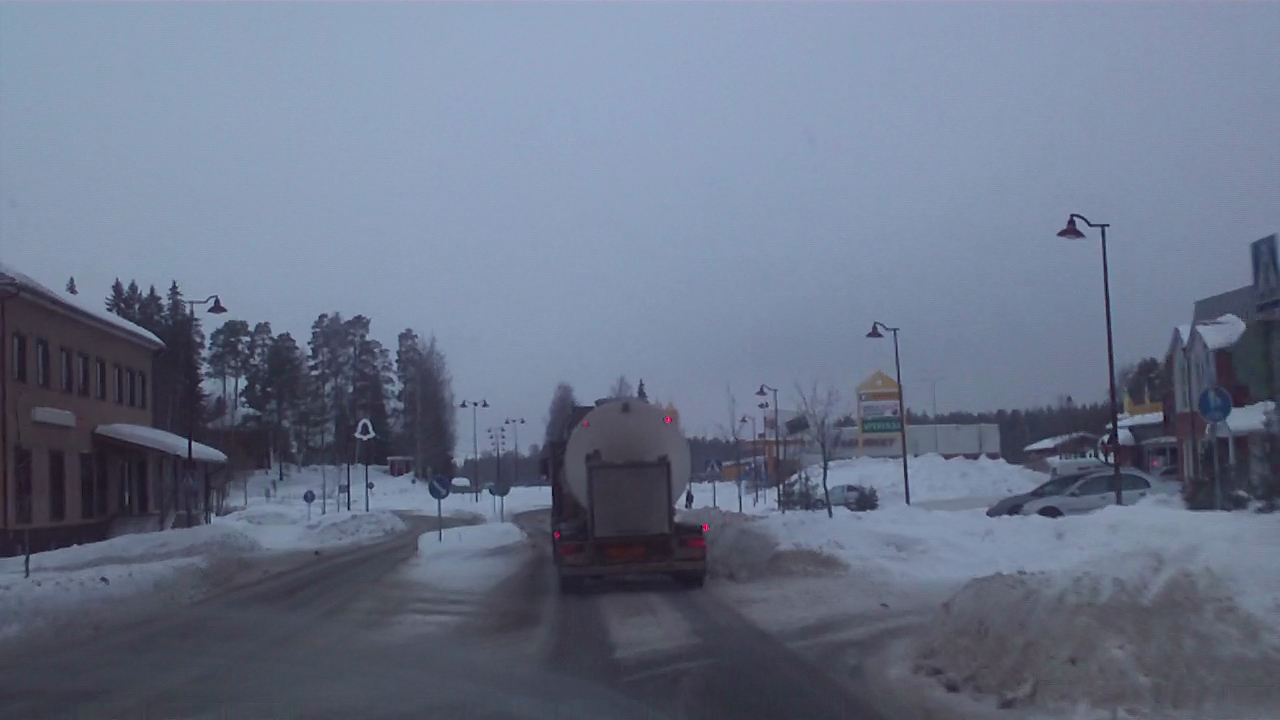
Le centre de Perho.
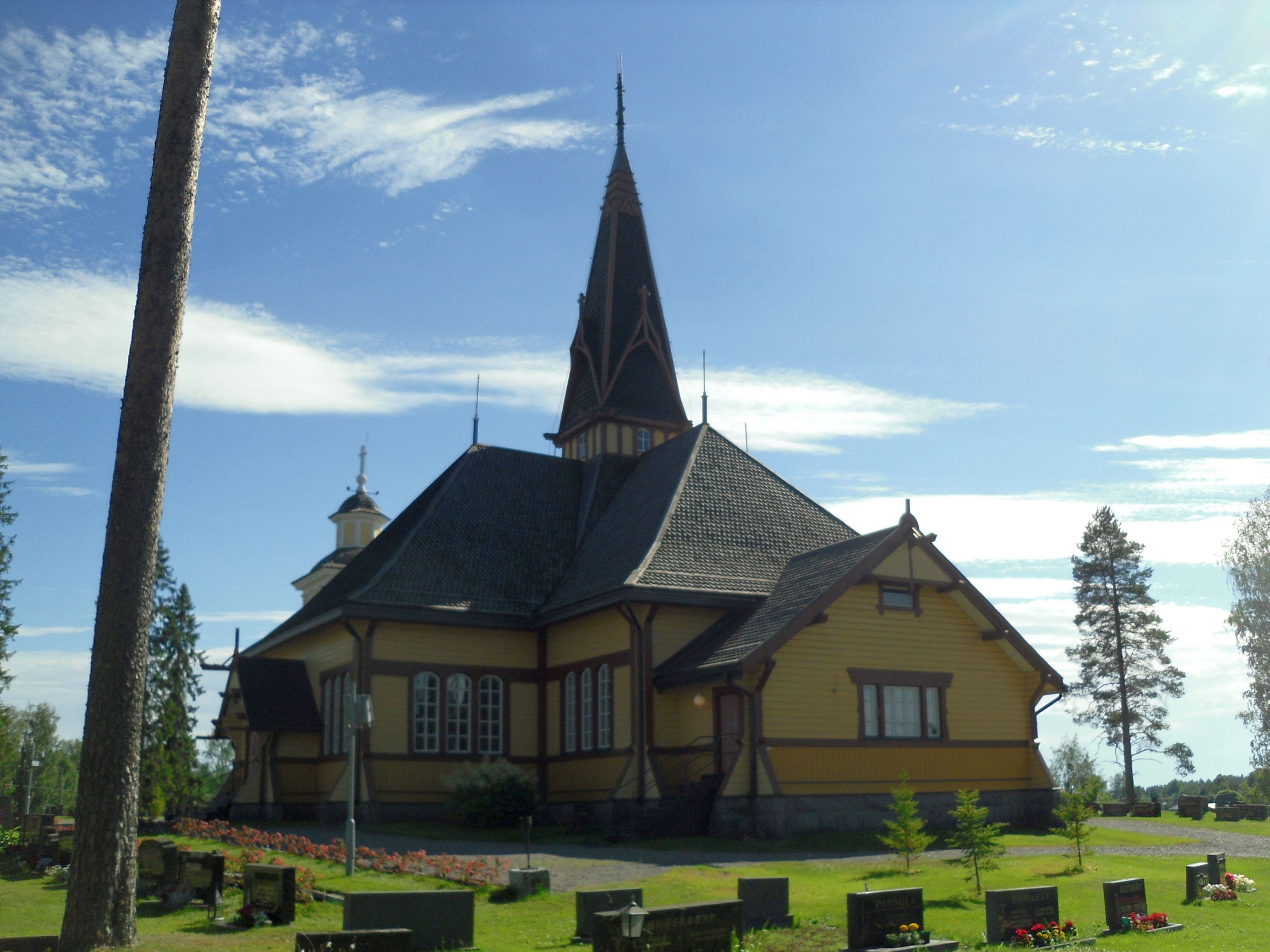
Église de Perho

## Jumelages
- Antsla (Estonie)
- Lanciano (Italie)